# Stephanus Botha
Stephanus Jan Ferdinand Botha (Stellenbosch, 30 marzo 1931 – 2017) è stato un pallanuotista sudafricano.
Ha fatto parte del Sudafrica che ha disputato il torneo di pallanuoto ai Giochi di Roma 1960.